# Cousinia eugenii
Cousinia eugenii là một loài thực vật có hoa trong họ Cúc. Loài này được Kult. mô tả khoa học đầu tiên năm 1924.